# کونستانتنوو (شهرستان پوتسک، استان ماسوویان)
کونستانتنوو (به لهستانی:  Konstantynów) یک روستا در لهستان است که در گمینا گانبین واقع شده‌است.
 کونستانتنوو  ۳۸ نفر جمعیت دارد.